# Голі Олімпійські ігри
Голі Олімпійські ігри — міжнародний публічний захід, є комплексом спортивних змагань, участь у яких беруть лише оголені учасники. Не має стосунку до офіційних Олімпійських ігор.

## Історія
У Європі вперше проводилися у 20-ті, і у США — 1970-ті роки XX століття. Сучасні Голі Олімпійські ігри проходять щорічно в Австралії в січні, в День Австралії, на пляжі Маслін на південь від Аделаїди, і на пляжі Олександрія (Нооса, північний Квінсленд), в США в місті Флегстафф, штат Аризона, і в DeAnza Springs, Каліфорнія, і Великій Британії. В 1999 році планувалося проведення Голої Олімпіади в Принстоні, штат Нью-Джерсі, але захід був заборонений владою штату.
Голі Олімпійські ігри поділяються на літні та зимові. У програму літніх ігор входять пляжний волейбол, біг на коротку дистанцію, вільна боротьба, стрибки в довжину та спортивна ходьба, зимових — гірські лижі та фігурне катання. Переможці нагороджуються медалями та призами.
Останні Ігри в Австралії проводилися на пляжі Маслін 3—4 лютого 2007 і зібрали близько тисячі спортсменів і глядачів. У серпні 2007 року планувалися ігри у Флегстаффі.
У США ігри відбуваються зазвичай на початку осені. У DeAnza Springs ігри відбуваються вже 4-й рік поспіль. У 2009 році термін проведення Голої Олімпіади — 4—7 вересня. При цьому в DeAnza Springs у заході беруть участь не лише члени нудистських товариств, а й запрошені зірки спорту.
30 квітня та 1 травня 2011 у Національному парку Нуза (Куінсленді, Австралія), приблизно в 130 км на північ від Брісбена, відбулися Голі Олімпійські ігри, у яких взяли участь понад 500 жінок і чоловіків.